# Lundakarnevalen 1970
Lundakarnevalen 1970 hölls den 22, 23 och 24 maj och hade temat "Maximalkarneval".
Sedan den förra karnevalen hållits hade mycket hänt. Bland annat hade det vid Lunds universitets 300-årsjubileum hade det varit mycket oroligheter och demonstrationer. För första gången sedan andra världskriget ifrågasattes karnevalens existens på allvar. Motståndarna ansåg att karnevalen ledde till självmord och gav uttryck för "förlegad punschromantik".
Karnevalen kom dock till stånd genom beslut att även sociala konsekvenser skulle utredas. När utredningen presenterades den 14 april 1969 röstade 38 för och 17 emot förslaget. Det uppstod dock ytterligare problem med insamlandet av ekonomiska garantier, något som inte satte stopp för karnevalen.
Vid öppnandet av karnevalen skickades telegram till kungen, statsministern och oppositionsledarna om händelsen. Från slottet anlände lyckönskningar och en kunglig gåva på 200 kronor.
1970 hölls den första alternativkarnevalen, Alternevalen, med alternativa aktiviteter i Stadsparken och på nationerna. Karnvalsprogrammet hette detta år Maxeringskalendern och tidningen hette Maximalen.
På fredagen ösregnade det, men på lördagen blev vädret bättre med solsken. Karnevalståget blev en akademisk kvart försenat och vagnarna kom i oordning.
Spökkällaren togs bort. Nu var det bara plats åt spex och danser i AF-borgen. Av ekonomiska skäl gjordes heller ingen karnevalsfilm.
Karnevalskomitén bestod av:
- Kjell Stenström, karnevalsgeneral
- Göran Jacksson, sekreterare
- Per Åke Hallberg, ekonomichef
- B-G Svensson, karnevalsråd
- Ferenc Allo, biljettchef
- Björn Bergqvist, tåg och personal
- Anders Bergstrans, expedition
- Sten Lindholm, musik
- Ingemar Lundqvist, revy
- Jan Mårtensson, tidning och program
- Karl Göran Pettersson, distribution
- Lars Åke von Vultée, spex
- Carl Johan Evander, alternalen

Årets affisch gjordes av Katarina Erlandsson. Hon hade även gjort 1966 års affisch.